# Micaschiste

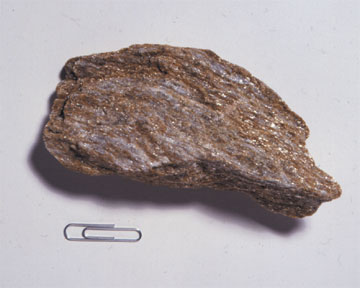
Micaschiste.

Un micaschiste est une roche métamorphique à forte transformation constituée principalement de minéraux en feuillets, ou phyllosilicates tels que des micas, de la chlorite ou du talc. Généralement, les micaschistes contiennent aussi du quartz ou des feldspaths ainsi que des minéraux accessoires tels que des amphiboles (hornblende, glaucophane par exemple) ou des grenats. On parle alors de micaschistes à amphiboles ou de micaschistes à grenats. Comme les schistes, moins métamorphiques, les micaschistes sont caractérisés par un feuilletage (schistosité ou foliation selon le degré de métamorphisme) très marqué résultant des déformations ductiles tectoniques de la roche.

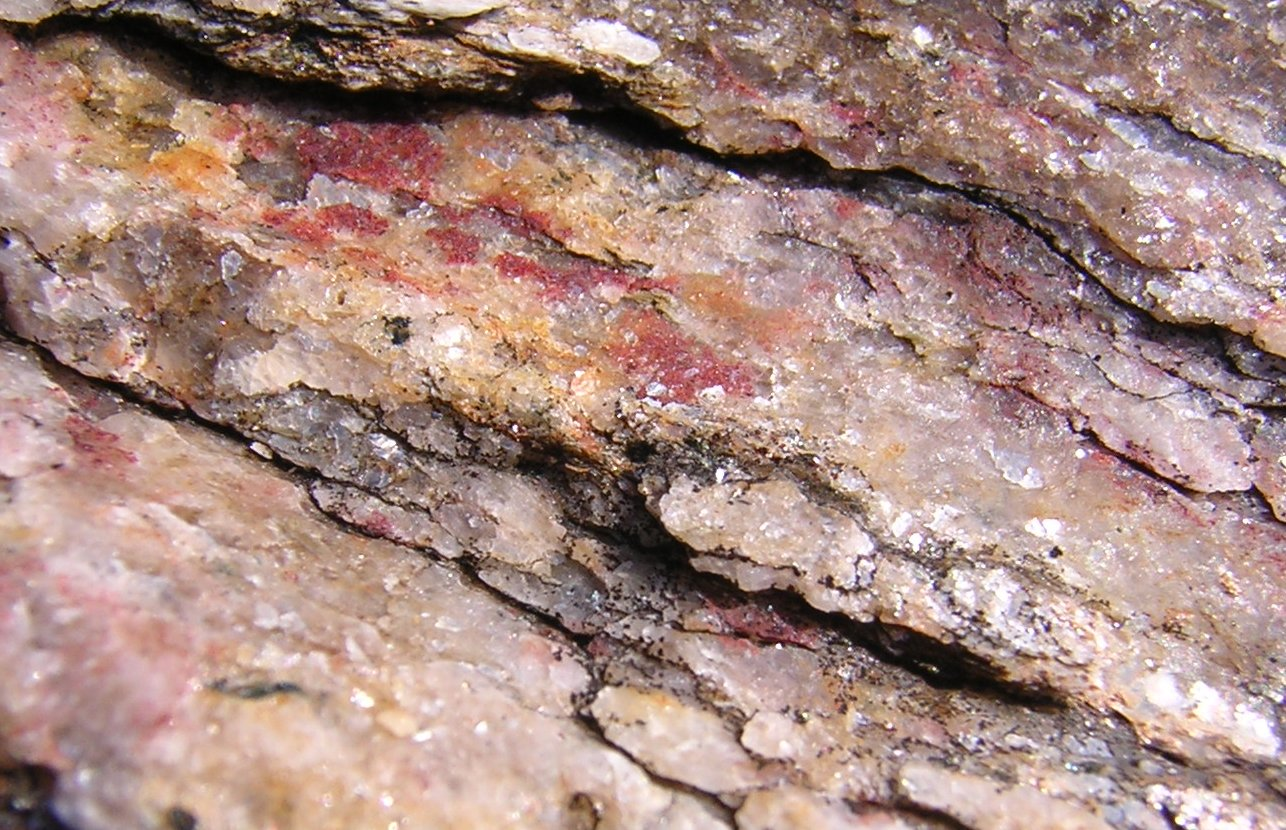
Inclusions de grenat dans du micaschiste. Île de Groix, Morbihan, France.